# Il risveglio del male
Il risveglio del male (Death Bed) è un film del 2002 diretto da Danny Draven ed uscito nelle sale cinematografiche italiane il 21 luglio 2004. La pellicola è il remake del film Death Bed - Il letto che mangia, diretto da George Barry nel 1977.
L'home video è stata distribuita con il titolo Death Bed - Il risveglio del male.

## Trama
L'avvenente disegnatrice di libri per bambini Karen (Tanya Dempsey) ed il fotografo Jerry (Brave Matthews), si trasferiscono nella loro nuova abitazione nei pressi di Hollywood. Durante i lavori per ristrutturare una stanza, i due ragazzi scoprono una stanza nel sottotetto del loro appartamento. Da quando cominciano a dormire in quella camera sotto quel letto, strane allucinazioni, visioni e presenze vengono a risvegliarsi. Karen e Jerry, iniziano ad indagare e la verità che porteranno alla luce sarà sconvolgente.